# Чернухин, Дмитрий Сергеевич
Дмитрий Сергеевич Чернухин (17 ноября 1988, Москва, СССР) — российский футболист, защитник. Тренер.

## Биография
Воспитанник СДЮШОР «Спартак» (Москва), первый тренер — Александр Ярцев. Карьеру начинал в любительском клубе «Маккаби» Москва. Первым профессиональным коллективом в карьере стал столичный «Спортакадемклуб». В дальнейшем выступал за другие команды Второго дивизиона.
В сезоне 2013/14 вместе с «Тосно» занял первое место и вышел в ФНЛ. Весной 2014 года принял участие в матче 1/8 финала Кубка России, в котором тосненцы в гостях в дополнительное время переиграли московский «Спартак». В ФНЛ перестал попадать в основной состав «Тосно» и в скором времени перешёл в петербургское «Динамо». По итогам сезона «бело-голубые» заняли последнее место в ФНЛ и подверглись реорганизации. На полгода Чернухин остался без игровой практики.
В январе 2016 года переехал в Эстонию, где заключил контракт с клубом «Нарва-Транс». Дебютировал за команду в первом туре Премиум-лиги. В нём «Нарва-Транс» сыграла вничью с «Таммекой» со счетом 2:2.

## Достижения
- Победитель зоны «Запад» Второго дивизиона: 2013/14.